# Placetas, Kuba
Placetas är en ort i Kuba.   Den ligger i provinsen Provincia de Villa Clara, i den centrala delen av landet, 290 km öster om huvudstaden Havanna. Placetas ligger 198 meter över havet och antalet invånare är 55 408.
Terrängen runt Placetas är huvudsakligen platt. Placetas ligger uppe på en höjd. Runt Placetas är det ganska tätbefolkat, med 129 invånare per kvadratkilometer. Det finns inga andra samhällen i närheten. Trakten runt Placetas består till största delen av jordbruksmark.